# Спиновый вентиль

Принципиальная схема псевдоспинового клапана. Свободный слой магнитомягкий и фиксированный слой магнитотвердый. Когда магнитные слои антипараллельны, электрическое сопротивление выше, чем тогда, когда их намагниченности совпадают

Спиновый вентиль или спиновый клапан — устройство, состоящее из двух или более проводящих магнитных материалов, чьё электрическое сопротивление может меняться между двумя значениями в зависимости от относительного выравнивания намагниченности в слоях. Изменение сопротивления при изменении намагниченности слоёв в такой вертикальной структуре является результатом эффекта гигантского магнетосопротивления. Магнитные слои устройства выравниваются «вверх» или «вниз» в зависимости от направления внешнего магнитного поля. В простейшем случае спиновый клапан состоит из немагнитного материала, зажатого между двумя ферромагнетиками, одним из которых является слой фиксированный (закрепленный) на антиферромагнетике, который действует так, чтобы поднять его магнитную коэрцитивность и ведет себя как «жесткий» слой, а другой ферромагнитный слой свободен и ведет себя как «мягкий» слой. Из-за разницы в коэрцитивности мягкий слой меняет полярность при меньших изменениях магнитного поля, чем твердый. При приложении магнитного поля соответствующей напряжённости мягкий слой, переключая полярность, может находиться в двух различных состояниях: параллельном, состояние с низким сопротивлением и антипараллельном, состояние с высоким сопротивлением.

## Принцип работы
Работа спиновых клапанов основывается на квантовом свойстве электронов, называемом спином. Из-за расщепления плотности состояний электронов на уровне Ферми в ферромагнетиках наблюдается чистая спиновая поляризация. Проходящий электрический ток через ферромагнетик, следовательно, несет в себе как заряд, так и спиновую компоненту. Для сравнения, обычный металл имеет равное число электронов со спинами вверх и вниз, таким образом, в равновесной ситуации такие материалы поддерживают ток заряда с нулевым спином. Однако при пропускании тока из ферромагнетика в нормальный металл спин также переносится. Обычный металл может, таким образом, передавать спин между отдельными ферромагнетиками, при условии достаточной длины спиновой диффузии.
Передача спина зависит от выравнивания магнитных моментов в ферромагнетиках. Если ток проходит в ферромагнетик с основным спином «вверх», например, электроны со спином вверх будут проходить через границу относительно беспрепятственно, а электроны со спином «вниз» - отражаться или, при перевороте спина на границе ферромагнетика, чтобы попасть на незаполненное состояние. Таким образом, если оба - фиксированный и свободный слои - поляризованы в одном направлении, устройство имеет относительно низкое электрическое сопротивление, а если под воздействием магнитного поля меняется полярность свободного слоя, то устройство имеет повышенное сопротивление за счет дополнительной энергии, необходимой для рассеяния спина в другое состояние.

### Антиферромагнитные и немагнитные слои
Слой антиферромагнитного материала необходим для фиксации одного из ферромагнитных слоев (то есть сделать его фиксированным или магнитотвердым). Это результат большого отрицательного обменного взаимодействия между ферромагнетиком и антиферромагнетиков в контактной области.
Немагнитный слой необходим, чтобы отвязать два ферромагнитных слоев[что?], так что по крайней мере один из них остается свободным (магнитномягким).

### Псевдоспиновые клапаны
Основной принцип действия псевдоспина клапана идентично обычный спиновый вентиль[что?], но вместо того, чтобы изменить магнитную коэрцитивную силу различных ферромагнитных слоев, закрепив один антиферромагнитным слоем, изготавливаются два слоя из различных ферромагнетиков с различными коэрцитивностью например, FeNi и Co. Обратите внимание, что коэрцитивность является в основном внешним свойством материала и, следовательно, определяется условиями обработки.

## Приложения
Спиновые клапаны используются в магнитных датчиках и считывающих головках жестких дисков. Они также используются в магнитной памяти со случайным доступом (MRAM).